# Văn Lương (nhạc sĩ)
Văn Lương (tên thật: Đặng Tấn Hiền, sinh năm 1931) là một nhạc sĩ người Việt Nam. Ông được biết đến nhiều qua ca khúc "Tía em, má em" sáng tác năm 1953. Ngoài viết nhạc, ông còn viết văn, làm báo với bút danh Đặng Tấn.

## Tiểu sử
Ông sinh ra tại xã Tân Bửu, huyện Bến Lức, tỉnh Long An, Việt Nam trong một gia đình địa chủ, là cháu đích tôn trong gia đình nên được cho thừa kế nhiều ruộng đất ở Đồng Tháp Mười. Năm 15, 16 tuổi, ông từ bỏ tất cả để tham gia kháng chiến, được điều vào Ban công tác nội thành, từng ném lựu đạn tại chợ Bến Thành để phá cuộc biểu tình ngày 1 tháng 5 năm 1946 về vấn đề Cộng hòa Tự trị Nam Kỳ.
Năm 1953, ông từ Đông Nam Bộ được điều về Đồng Tháp Mười và công tác tại Ban Thông tin tỉnh Long Châu Hà. Sống cạnh những người nông dân, ông viết ca khúc "Tía em, má em". Sau Hiệp định Genève 1954, ông ở lại Cao Lãnh hoạt động nội thành và làm báo với bút danh Đặng Tấn, viết cho báo Tiến thủ, Tiếng chuông, đồng thời và tìm cách phổ biến sáng tác của mình. Nhạc phẩm "Tía em, má em" được Nhà xuất bản Tinh Hoa mua với giá 2.000 đồng thời bấy giờ. Bài hát này được ban nhạc Dân Nam hợp ca đầu tiên với giọng nữ chính là Túy Phượng, Túy Hồng, sau đó là ban nhạc Hoàng Thi Thơ, ban Hương Giang của Nguyễn Hữu Thiết. "Tía em, má em" phổ biến khắp nơi, được nhiều người thuộc lòng. Năm 1958, nhân chiến thắng trong trận giao thông chiến ở La Nha, ông viết bài "La Nha", sau đó "Lúa vàng reo", "Mùa nổ súng", "Mùa thu tôi đi giết thù", "Tiếng hát phá đường",... nối tiếp ra đời.
Sau 1975, Văn Lương và Nguyễn Hữu Thiết cùng nhau lập ra Đoàn ca múa, ảo thuật, xiếc Hương Miền Nam.

## Tác phẩm
- Anh đi giữa trời xuân
- Buồn theo xe hoa
- Dòng đời (nhạc cảnh)
- Đường trăng đôi bóng
- Em yêu tôi không
- Em đi theo chàng
- Em vẫn hoa khôi thành phố
- Gái sông Thao (nhạc kịch)
- Giấc mơ không đến hai lần
- La Nha
- Lúa vàng reo[3][4]
- Mùa nổ súng (Văn Lương & Ngọc Thới)
- Mùa thu tôi đi giết thù
- Nhìn theo xe hoa
- Nhớ trăng
- Nức nở quê hương
- Người yêu của tôi
- Tâm tình nàng
- Thao thức
- Thỏ thẻ
- Thuyền về
- Tía em, má em (Ngày mùa thôn trăng) (1953)[5][6]
- Tiếng hát phá đường[7]
- Tiếng hát trên ngàn (Văn Lương & Nguyễn Hữu Thiết)
- Tiếng hát trong rừng
- Tình đồng bào
- Tình không biên giới (1965)
- Tình người phu xe
- Trăng với tuổi trẻ
- Tương tư
- Yêu anh chân trời tím
- Yêu em vô bờ bến